# Automatenmarke (Deutschland)
Die Automatenmarke (Abkürzung ATM) wurde 1981 in Deutschland von der Deutschen Bundespost eingeführt. Das Postwertzeichen – amtliche Bezeichnung Automaten-Postwertzeichen (APWz) – wird über einen Briefmarkenautomaten verkauft. Der Werteindruck erfolgt auf einem Briefmarken-Blankovordruck erst beim Verkauf an den Postkunden. Die dafür notwendigen Briefmarkenautomaten wurden Anfang der 2020er Jahre sukzessive abgebaut und spätestens nach dem 31. Dezember 2024 komplett vom Netz genommen und wurden abgebaut. Als Alternative stehen, bisher noch vereinzelt (Stand: Dezember 2024), Poststationen zur Verfügung.
Einschließlich der Berliner Automatenmarke sind insgesamt zehn verschiedene Briefmarkenmotive erschienen. Das Motiv mit den drei Posthörnern „Emblem Deutsche Post“ wird doppelt gezählt, da es das sowohl in Pfennig als auch nach der Euro-Bargeldeinführung in Euro gab. Auf Automatenmarken spezialisierte Philatelisten können sich in der Bundesarbeitsgemeinschaft Rollenmarken-Markenheftchen-Automatenmarken (RSV) im Bund Deutscher Philatelisten organisieren.

## Geschichte

### Notwendigkeit der Einführung
Zur Förderung der Postautomation benötigte die Bundespost eine Briefmarke, die im Schalterbetrieb und im Selbstbedienungsbereich individuell gleichermaßen fälschungssicher und kostengünstig produziert werden konnte. Sie plante daher Ende der 1970er Jahre die Einführung von „Automaten-Postwertzeichen“ (APWz). Diese sollten vor allem verschiedene Portowerte liefern um nicht für jede mögliche Sendungsart und -form eine eigene Briefmarke notwendig zu machen, was zu einer Reduzierung der Kosten (vor allem Personalkosten) beitragen sollte. Zugleich sollten damit Portoanpassungen, bei denen es bisher immer zu der aufwändigen Problematik gekommen war, stichtagsbezogen ganze Markenbestände auszutauschen und zeitgleich passende „Ergänzungswerte“ zu den bisherigen Portostufen anbieten zu müssen, leichter und billiger umsetzbar werden. Ebenfalls sollten die Verkaufsautomaten, welche nur wenige Wertstufen oder Markenheftchen abgeben konnten und meist nur eine oder wenige Münzsorten akzeptierten, ausgemustert und durch neue ersetzt werden.

### Testphase
Das Posttechnische Zentralamt (PTZ) in Darmstadt testete ab 1979 verschiedene Formate, die für eine Automatenmarke infrage kamen. Das Format ähnelte den heutigen Marken und unterschied sich nur in der Anzahl von Transportlöchern (von null bis zwei) am oberen und unteren Rand. Das Bundespostministerium erteilte den Auftrag für die Herstellung von fünf Entwürfen von wertbedruckten Postwertzeichen, die in zwei farblich verschiedenen Ausführungen existieren. Der vierte Entwurf, bei dem die Beschriftung in grüner Farbe gehalten war, wurde ausgewählt und 1981 als erste deutsche Automatenmarke eingeführt.

### Einführung
Nach Frankreich (1969), der Schweiz (1976), Norwegen (1978) und Brasilien (1979) führte die Deutsche Bundespost in Deutschland als fünfte Postverwaltung am 2. Januar 1981 die Automatenmarke ein. Bei der Bundespost waren die Automatenmarken vorab über die Versandstelle für Briefmarken erhältlich, aber erst ab Freitag, den 2. Januar 1981 gültig. Drei Tage später, am 5. Januar 1981, wurde im Postamt Darmstadt 11 der erste Automat in Betrieb genommen. Im Laufe des Monats Januar erfolgte in den Städten Cuxhaven, Lübeck, Köln, Bonn, Frankfurt am Main, München, Starnberg und Berchtesgaden die Inbetriebnahmen von insgesamt weiteren 16 Münzwertzeichendruckern.

### Regelbetrieb
Ab dem 1. Februar 1987 wurden die Automaten-Postwertzeichen der Ausgabe Deutsche Bundespost in das Regel-Dienstleistungsangebot der Versandstelle für Postwertzeichen aufgenommen.
In West-Berlin gab es von der Deutschen Bundespost Berlin ab dem 4. Mai 1987 eine eigene Automatenmarke mit dem Motiv Schloss Charlottenburg. Diese Marke war bis zum 31. Dezember 1991 frankaturgültig. In der Deutschen Demokratischen Republik gab es keine eigenständige Automatenmarke, mit der Währungs-, Wirtschafts- und Sozialunion am 1. Juli 1990 zwischen der Bundesrepublik und der DDR wurden die beiden Automatenmarken (Bund 1 und Berlin 1) in der DDR gültig.
Alle auf Pfennig lautenden Automatenmarken der Deutschen Bundespost und später der Deutschen Post AG mit der Bezeichnung Deutschland waren bis zum 30. Juni 2002 gültig. Zur Euro-Bargeldeinführung am 1. Januar 2002 wurden die Automatenmarken auf Euro umgestellt.
Am 24. Oktober 2008 wurden auf der Briefmarkenbörse in Sindelfingen zwei neue Automatenmarkenmotive offiziell präsentiert. Erstmals wurde für eine deutsche Automatenmarke das Offset-Druckverfahren eingesetzt, das eine gestochen scharfe Bildqualität der abgebildeten Motive ermöglicht. Die beiden Marken zeigen das Brandenburger Tor in Berlin und den Post Tower in Bonn. Beide Motive sind abwechselnd auf der Automatenmarkenrolle gedruckt. Mit dem Wechsel auf diese Marken erfolgte auch eine Umstellung des Wertstempels (Wertaufdruck) vom oberen zum unteren Rand. Auf das €-Zeichen wurde verzichtet.
Am 16. Dezember 2016 wurden zwei neue Automatenmarkenmotive von der Deutschen Post präsentiert. Die beiden Marken zeigen das Motive zu den Themen „Briefe schreiben“ und „Briefe empfangen“. Beide Motive sind abwechselnd auf der Automatenmarkenrolle gedruckt.
Die fortschreitende Entwicklung der Drucker- und Computertechnik hat heute zu einer völligen Verdrängung der Automatenmarken vom Schalter geführt. Gleichzeitig könnte auch die Privatisierung der Bundespost und die Verringerung der Postfilialen verantwortlich für den Rückgang von Schalterautomaten sein, da diese nur dafür genutzt werden können. Soweit ein Brief direkt am Schalter aufgegeben und bezahlt wird, kommt es heute wieder zu einer Freimachung mit Postwertzeichen bzw. einer Art Stampit sowie bei besonderen Versandformen wie etwa Einschreiben zu einem Aufdruck des (ergänzend) bezahlten Entgeltes auf den Aufkleber, der auch die Daten der besonderen Versandform beinhaltet.
Die letzten Marken konnten am 31. Dezember 2024 gekauft werden. Da zum 1. Januar 2025 das Briefporto gestiegen ist und ein notwendiges Softwareupdate mit den neuen Preisverzeichnis nicht aufgespielt wurde, wurden alle restlichen Automaten außer Betrieb genommen. Vorhandene Marken in Euro-Währung können weiterhin verwendet werden.

## Herstellung

### Wertzeichenpapier
Alle bisherigen Automatenmarken wurden in der Bundesdruckerei im Format 43,0 mm × 25,5 mm mit einer nassklebenden Gummierung hergestellt. Die Ausgaben von 1981 bis 2002 (Bund 1 bis 5 sowie Berlin 1) wurden im Rastertiefdruckverfahren auf fluoreszierendes Sicherheitspapier gedruckt, die Marken von 2008 (Bund 6 und 7) im Rollenoffset-Verfahren. Für die Automatenrolle wird, wie bei den Rollenmarken, jede fünfte Blankomarke auf der Rückseite mit einer Zählnummer von 5 bzw. 0005 bis 2000 durchnummeriert.

### Wertzeichendrucker

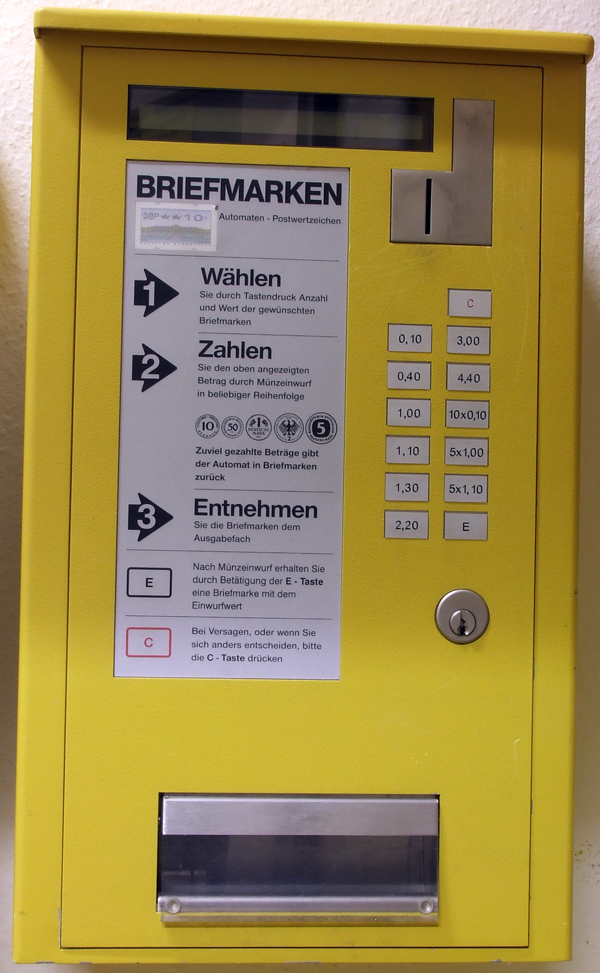
Briefmarkenautomat von Nagler für die Deutsche Bundespost. Währung: DM

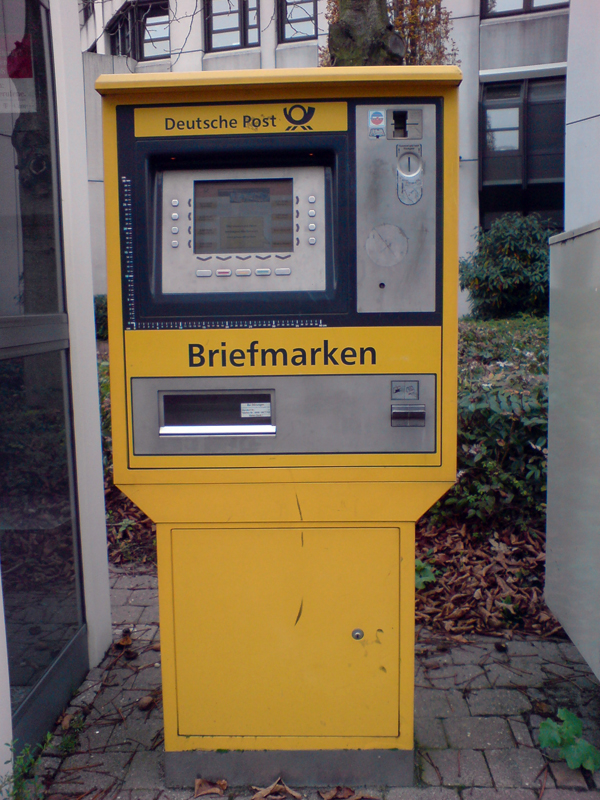
Briefmarkenautomat von Sielaff für die Deutsche Post AG. Währung: Euro

Es gibt zwei verschiedene Gruppen von Wertzeichendruckern, in denen die Blankomarken bedruckt werden. Die bekanntesten und häufigsten sind die Briefmarkenautomaten, an denen der Postkunde selbst die Briefmarke kaufen kann. Die andere Gruppe sind die Schalter-Terminal-Systeme, die in Postämtern oder beim Versandservice für Briefmarken der Post benutzt werden, um auch höhere Werte ausdrucken zu können.
Der erste Hersteller der Wertzeichendrucker war Klüssendorf aus Berlin, ab 1992 kamen Automaten von Nagler hinzu. Bei der ersten Automatenmarke erfolgte der Werteindruck von Typen über Farbband. Bei der zweiten Automatenmarke gab es ab dem 14. September 1993 zusätzlich Nadeldrucker, die Farbe stammt ebenfalls vom Band. Beide Hersteller stellten bis 2002 unterschiedliche Typen von Wertzeichendruckern her. Darunter auch Automaten für die getestete automatische Briefannahme oder die Briefstation, in Zusammenarbeit mit anderen Herstellern (IBM, Siemens Nixdorf, Olivetti, Mettler Toledo Hectronic Kienzle, Samkyung und Telefrank).
Die Euro-Bargeldeinführung nutzte die Deutsche Post für die Ausschreibung eines neuen Automatendruckers. Die neuen Selbstbedienungsgeräte sollten über einen Onlinezugriff für das Servicepersonal der Post verfügen, um herauszufinden, ob die Markenrolle gewechselt werden muss, der Geldschacht überläuft, oder ob es Störungen gibt. Des Weiteren sollten alle Automaten, neben Deutsch mehrsprachig (englisch, französisch, griechisch, italienisch, kroatisch, türkisch und polnisch) ausgelegt sein. Im Mai 2001 begann die Post mit der sukzessiven Einführung der Automaten des Herstellers Sielaff. Die mit Münzen – zwischenzeitlich konnte auch mit der Geldkarte bezahlt werden – funktionierenden Automaten von Sielaff enthalten zwei Briefmarkenrollen mit jeweils 2000 Blankomarken sowie eine Quittungsrolle (Thermopapier). Jede fünfte Marke hat auf der Rückseite eine aufgedruckte Zahl (2000 bis 0005) in absteigender Reihenfolge. Die Marken werden im Automaten mit der gewünschten Wertstufe bedruckt, von der Rolle geschnitten und anschließend ausgegeben. Die ersten Automaten wurden am 23. Mai 2001 in Regensburg in Betrieb genommen.
Die Automatenmarken mit den rückseitigen Nummern 2000 und 0005 zählen zu den seltensten Exemplaren und sind unter Philatelisten begehrte Exemplare. Die 2000 wird vom Servicetechniker mit einem Drucktest versehen und die 0005 verbleibt im Automaten, da der Transport innerhalb des Automaten nicht mehr möglich ist, bzw. die Rolle vorher getauscht wurde.
Die ersten Automaten stellten den Verkauf beim Erreichen einer bestimmten Nummer (niedriger zweistelliger Bereich) selbstständig ein. Ein Trick, dem Automaten die begehrten Briefmarken zu entlocken, bestand darin, die Rolle bis zu einem bestimmten Exemplar (z. B. Nummer 0015) aufzukaufen und anschließend die »zehn mal 10 Pfennig«-Auswahl zu betätigen. Das ist heute nicht mehr möglich, da die Markenrolle mit Klebeband an der Transportrolle befestigt ist und bei entsprechender Auswahl abreißen würde.

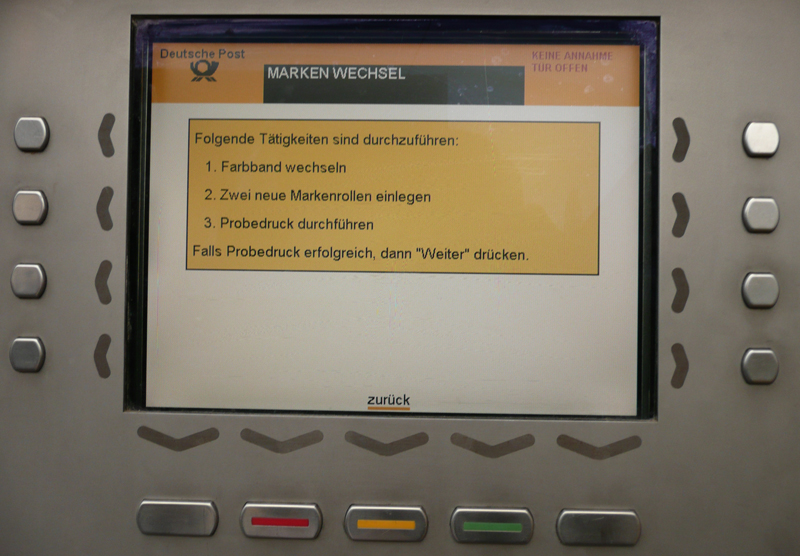
Bildschirminformation während des Rollenwechsels
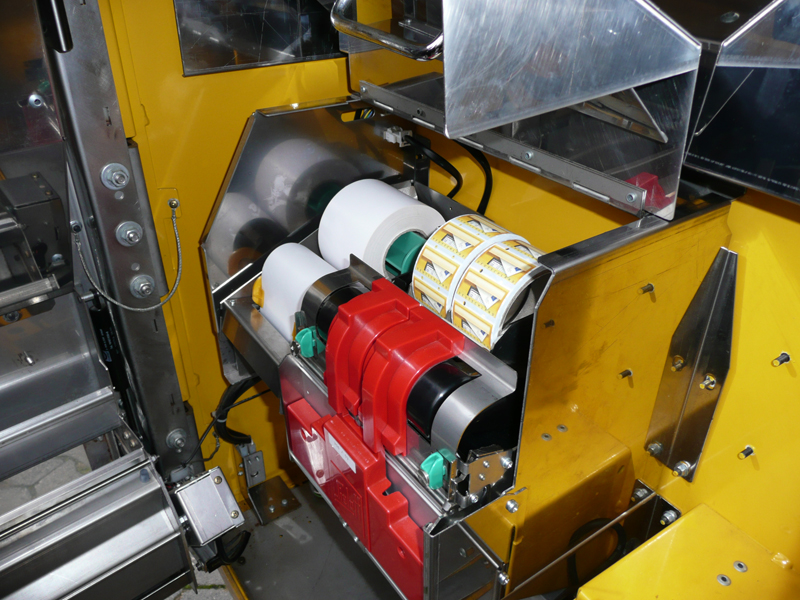
Weiße Quittungsrolle und zwei ATM-Rollen
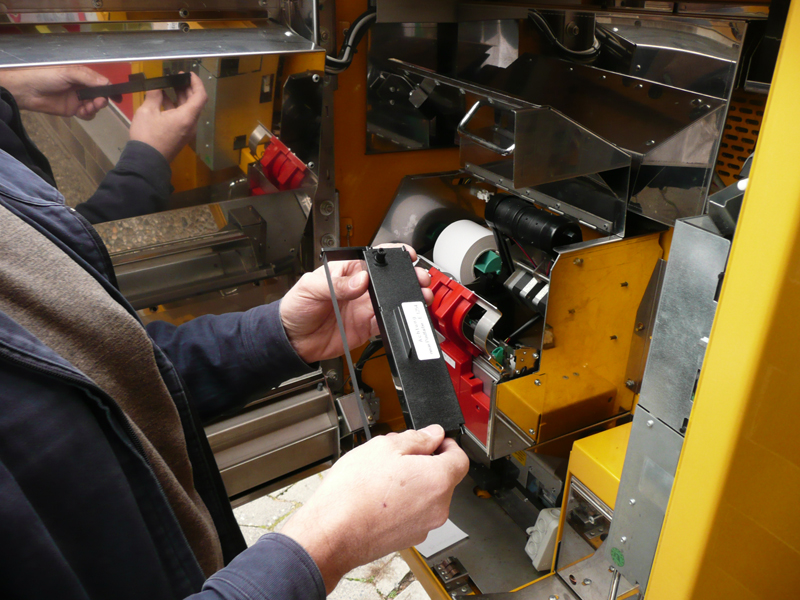
Einsetzen des Farbbandes
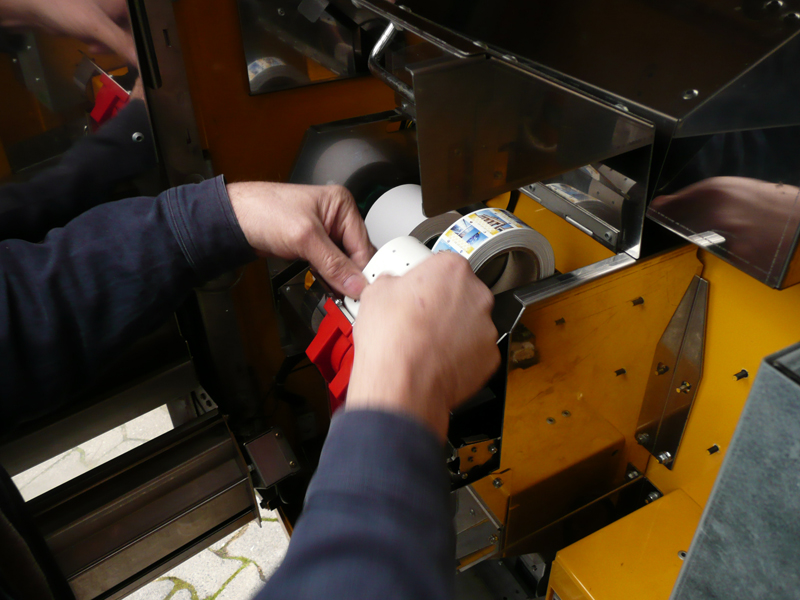
Einsetzen der neuen ATM-Rollen
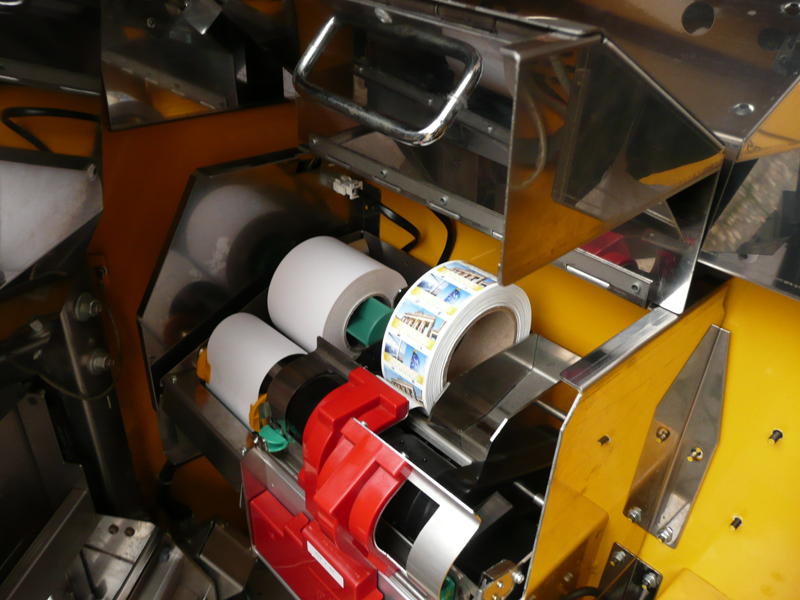
Weiße Quittungsrolle und eine von zwei ATM-Rollen
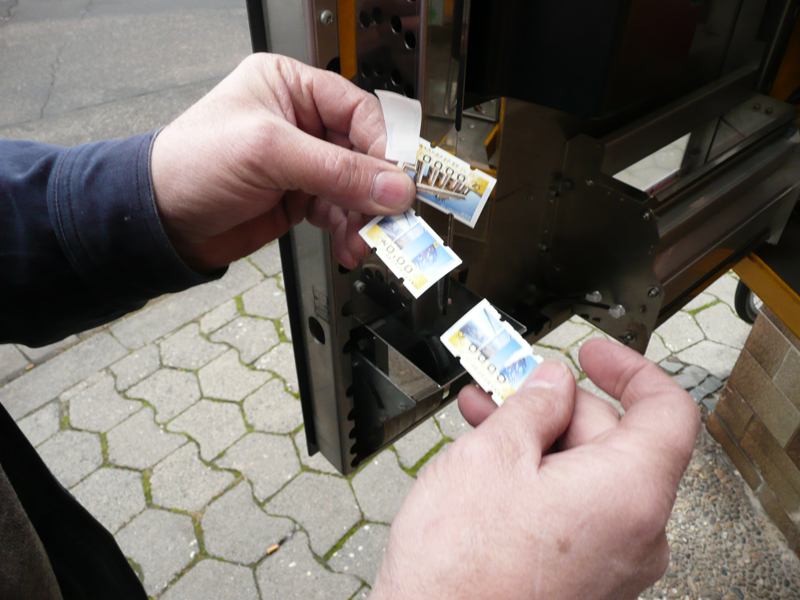
Überprüfung des Testdrucks

### Wertstufen

#### Deutsche Mark

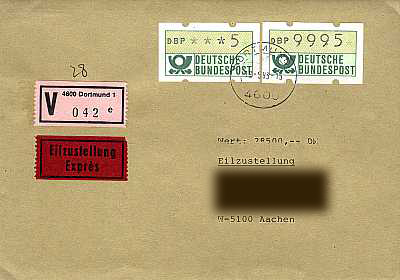
Beispiel für einen Wertbrief mit einer Frankatur zu 100 DM (5 + 9.995 = 10.000 Pfennig). Möglich, wenn es ein ‚Wertbrief zu 28.500 DM mit Eilzustellung‘ ist, der zwischen dem 1. April 1993 und 31. August 1994 verschickt wurde.

Bei der Einführung der ersten Automatenmarken gab es zunächst nur 14 feste Wertstufen von 10 bis 230 Pfennig. Im Zuge einer Portoerhöhung wurden die Wertstufen angepasst, so dass die Werte von 10 bis 280 Pfennig erhältlich waren. Alle anderen Werte konnten ab dem 27. September 1982 an sogenannten „Schalterterminals“ und „Schalter-Wertzeichendruckern“ in den Postämtern oder über die Versandstelle für Postwertzeichen in Weiden in der Oberpfalz bestellt werden (die bestehenden Versandstellen in West-Berlin und Frankfurt am Main nahmen keine Bestellungen für ATM entgegen). Das erste Schalterterminal wurde am 27. September 1982 im Postamt Wiesbaden 1 in Betrieb genommen, zwei weitere folgten am 9. Februar 1983 im Postamt Bonn 2 und am 3. Juni 1983 im Postamt Hannover.
Die ersten Automatenmarken wurden in Automaten des Herstellers Klüssendorf gedruckt. Diese Automaten verfügten auch über die Möglichkeit von Wechselgeld und erstellten die Marke per Stempelaufdruck. Spätere Automatentypen verfügten nicht mehr über Wechselgeld, sondern gaben „Restgeld“ in Form weiterer Marken aus. Dieser Automatentyp beschriftete die Wertstufe auch nicht mehr per Stempel, sondern per Nadeldrucker.
Insgesamt gab es 1999 verschiedene Wertstufen von 5 bis 9.995 Pfennig (= 99,95 DM) in 5-Pfennig-Schritten (Gesamtwert aller Wertstufen: 99.950,00 DM), von denen aber nur acht vorgegebene Wertstufen zu 10, 40, 100, 110, 130, 220, 300 und 440 Pfennig an den Automaten zur Vorauswahl standen. Daneben gab es auch noch drei Tasten, mit denen man mehrere Marken auf einmal kaufen konnte: 10× 10 Pfennig, 5× 100 Pfennig und 5× 110 Pfennig. Wollte man dennoch eine andere Wertstufe haben, musste der Gegenwert in Münzen zu 10- oder 50-Pfennig-Stücken oder 1-, 2- oder 5-DM-Münzen in den Automaten eingeworfen werden, anschließend war die E-Taste zu drücken, worauf der eingeworfene Wert als Marke ausgedruckt wurde.
Die Marke der Deutschen Bundespost Berlin war bis zum 31. Dezember 1991 frankaturgültig, alle anderen Marken in Pfennig waren bis zum 30. Juni 2002 frankaturgültig.

#### Euro
An den heutigen Briefmarkenautomaten können Marken in 1-Cent-Schritten von 0,01 bis 36,75 € (Gesamtwert aller Werte: 67.546,50 Euro) bzw. früher 36,81 € erworben werden. Bezahlt wird wahlweise mit Münzgeld (alle Euromünzen zwischen 0,01 und 2,00 Euro möglich). Einige Jahre lang wurde auch die Geldkarte akzeptiert, was im August 2015 aber eingestellt wurde. Die Automaten erstatten kein Wechselgeld, sondern geben entsprechende Beträge als zusätzliche Briefmarken heraus.
Neben den Briefmarkenautomaten konnten Automatenmarken auch an den Briefstationen gekauft werden. In der ersten Pilotphase in Köln war der Höchstbetrag 31,99 €. In Frankfurt am Main, an Automaten der zweiten Generation, konnten zwischen dem 1. Oktober 2008 und dem 28. Februar 2009 auch Aufdrucke bis zu 99,99 € erfolgen. Durch einen Systemfehler druckten die Automaten in den ersten vier Stunden die Währungsangabe mit einem Punkt statt Komma: „€ 99.99“. Dieser Fehler wurde im Laufe des ersten Tages noch behoben, so dass weitere Ausdrucke mit dem Komma erfolgten. Zur Nutzung der Briefstation war die Postcard (Geschäftskundenkarte der Deutschen Post) nötig.

## Liste der Ausgaben und Motive

### Automatenmarken
Das Verhältnis der Größe der Briefmarken zueinander ist in diesem Artikel annähernd maßstabsgerecht dargestellt. Ist in der Tabelle die Währungsangabe in Klammer, so wurde auf der Automatenmarke kein Währungssymbol gedruckt.
| Bild                                            | Beschreibung                                            | Schriftzug                 | Wertstufen       | Verkaufszeitraum                                            | Gesamtauflage | Entwurf                | Mi.-Nr.  |
| ----------------------------------------------- | ------------------------------------------------------- | -------------------------- | ---------------- | ----------------------------------------------------------- | ------------- | ---------------------- | -------- |
|                                                 | Posthorn und Schriftzug, Ausgabe für die Bundesrepublik | Deutsche Bundespost        | 5–9995 (Pfennig) | 2. Januar 1981 bis 31. März 1994                            | 320.000.000   | Bundesdruckerei Berlin | Bund 1   |
|                                                 | Schloss Charlottenburg, Ausgabe für Berlin (West)       | Deutsche Bundespost Berlin | 5–9995 (Pfennig) | 4. Mai 1987 bis 28. März 1991 Gültig bis: 31. Dezember 1991 | 36.000.000    | Heinz Schillinger      | Berlin 1 |
|                                                 | Schloss Sanssouci                                       | Deutsche Bundespost        | 5–9995 (Pfennig) | 19. Mai 1993 bis 26. April 1999                             | unbekannt     | Heinz Schillinger      | Bund 2   |
|                                                 | Postembleme (drei Posthörner)                           | Deutschland                | 5–9995 (Pfennig) | 22. Oktober 1999/ 23. Mai 2001 bis 31. Dezember 2001        | unbekannt     | Peter Zepp             | Bund 3   |
|                                                 | Postembleme (drei Posthörner)                           | Deutschland                | 0,01–36,81 €     | 1. Januar 2002 bis 4. April 2002                            | unbekannt     | Peter Zepp             | Bund 4   |
|                                                 | Briefkasten                                             | Deutschland                | 0,01–36,81 €     | 4. April 2002 bis 2008                                      | unbekannt     | Andreas Ahrens         | Bund 5   |
| ATM Brandenburger Tor mit Werteindruck 0,02 EUR | Brandenburger Tor in Berlin                             | Deutschland                | 0,01–36,75 (€)   | seit 24. Oktober 2008                                       | unbekannt     | Johannes Graf          | Bund 6   |
|                                                 | Post Tower in Bonn                                      | Deutschland                | 0,01–36,75 (€)   | seit 24. Oktober 2008                                       | unbekannt     | Johannes Graf          | Bund 7   |
|                                                 | Briefe schreiben                                        | Deutschland                | 0,01–36,75 (€)   | seit 3. Januar 2017                                         | unbekannt     | Thomas Serres          | Bund 8   |
|                                                 | Briefe empfangen                                        | Deutschland                | 0,01–36,75 (€)   | seit 3. Januar 2017                                         | unbekannt     | Thomas Serres          | Bund 9   |

### Ganzsachen
Erstmals in der Geschichte der deutschen Automatenbriefmarken wurde zum 25. Jubiläum am 2. Januar 2006 eine Ganzsache in Form eines Briefumschlages mit eingedruckter Automatenmarke mit einer Frankierung zu € 0,55 herausgegeben. Des Weiteren informierte der Philatelie-Service der Post im September 2008 kurz vor dem geplanten Motivwechsel im Oktober mit einem Plusbrief mit eingedruckter € 0,90-Automatenmarke die Sammler über den bevorstehenden Wechsel. Die beiden seit 2008 aktuellen Marken konnten beim Sammlerservice ebenfalls als Ganzsachen-Set „Neue Automatenmarken 2008“ und Pluskarte DIN C6 „Post Tower 2010“ bezogen werden. Zum 30-jährigen Jubiläum gab es ebenfalls einen Ganzsachebriefumschlag. Alle Ganzsachen mit Automatenmarken können nicht an den Briefmarkenautomaten gekauft werden, sondern nur am Postschalter oder beim Philatelieservice der Post.
Die Abkürzung VKP steht für Verkaufspreis, da die Post für die Ganzsachen mehr als den reinen Portowert verlangt.
| Bild   | Motiv                                     | Beschreibung | Wertstempeleindruck                 | Erstverwendungstag | Gesamtauflage | Mi.-Nr.  |
| ------ | ----------------------------------------- | --- | ----------------------------------- | ------------------ | ------------- | -------- |
|        | Briefkasten                               | Briefumschlag | € *0,55                             | 2. Januar 2006     |               | Bund 5   |
| [ 37 ] | Briefkasten                               | Privat-Ganzsache: DIN-C5-Briefumschlag anlässlich des 109. Philatelistentages vom 3. bis 5. Oktober 2008 | € *1,45                             | 14. Oktober 2007   | 2.000         | Bund 5   |
| [ 38 ] | Briefkasten                               | Plusbrief der Deutschen Post, Abteilung Philatelie (Sammlerservice) | € *0,90                             | 15. September 2008 |               | Bund 5   |
|        | - Brandenburger Tor - Post Tower          | - Pluskarte Brandenburger Tor 0,45 - Standardbrief Post Tower 0,55 - Kompaktbrief beide Marken 2×0,45 - Standard Einschreiben Einwurf Post Tower: 2,15 - Standardbrief Brandenburger Tor 0,55 mit SB-Einschreib-Label 2,05 | VKP: 7,50 Euro                      | 24. Oktober 2008   |               | Bund 6+7 |
|        | Post Tower Bonn                           | Pluskarte DIN C6 »Post Tower 2010« | (0,45 Euro, 3er-Set) VKP: 2,95 Euro | 24. Oktober 2008   |               | Bund 7   |
| [ 39 ] | Post Tower Bonn                           | Privat-Ganzsache: 40 Jahre Bundesarbeitsgemeinschaft Tschechoslowakei e. V. im BDPh 1970–2010 | 0,55                                | 2010               |               | Bund 7   |
|        | - Post Tower Bonn und - Brandenburger Tor | | Gedenkbriefumschlag                 | 3. Januar 2011     |               | Bund 6+7 |

## Philatelistische Bewertung

### Katalogisierung
Nach dem Erscheinen der ersten Serie von Automatenmarken mit vierzehn festen Wertstufen wies der Michel-Katalog jeder Wertstufe eine eigene Nummer zu. Mit der Aufgabe der festen Wertstufen wurde aber deutlich, dass diese Vorgehensweise nicht sinnvoll ist, folglich wurden die Automatenmarken aus den „normalen“ Ausgaben ausgegliedert und in einen eigenen Katalogabschnitt mit eigener Nummerierung überführt; die ursprünglich vergebenen Nummern 1068 bis 1081 sind heute unbelegt. Bei der Nummerierung entschloss man sich, nur noch das jeweilige Markenmotiv als Hauptnummer zu nehmen. Die Ausnahme bilden die Nummern ATM 3 und 4: Diese sind zwar motivgleich, tragen aber unterschiedliche Währungseinheiten (Pfennig und Euro). Innerhalb dieser Hauptnummer kann es weitere Unternummern (ähnlich einer Gliederung) geben.
Beispiel:
- Bund 1
  - Bund 1.1 (Typ 1: Automat Klüssendorf) Schriftzug DBP, normaler Typendruck
  - Bund 1.2 (Typ 2: Automat Nagler) Schriftzug DBP, fetter Typendruck
- Bund 2
  - Bund 2.1.1 (Typ 1.1 Automat Klüssendorf) Schriftzug DBP, normaler Typendruck
  - Bund 2.1.2 (Typ 1.2 Automat Klüssendorf) Schriftzug DBP, fetter Typendruck
  - Bund 2.2.1 (Typ 2.1 Automat Nagler) Schriftzug DBP und Wertziffer, fetter Nadeldruck
  - Bund 2.2.2 (Typ 2.2 Automat Nagler) Schriftzug DBP schmal nur die Wertziffer ist fett, Nadeldruck
  - Bund 2.2.3 (Typ 2.3 Automat Nagler) Posthorn und Wertziffer fetter Nadeldruck
- Bund 3
  - Bund 3.1 (Typ 1 Automat Nagler) Schriftzug DBP schmal nur die Wertziffer ist fett, Nadeldruck
  - Bund 3.2 (Typ 2 Automat Nagler) Posthorn und Wertziffer sind fett gedruckt, der Abstand zwischen den Ziffern ist eng, Nadeldruck
  - Bund 3.3 (Typ 3 Automat Sielaff) Posthorn und Wertziffern normaler Nadeldruck, zwischen den Ziffern sind die Abstände weit

### Sammelgebiet
Seit dem Erscheinen der ersten Automatenmarke in Deutschland 1981 sind, inklusive der Berliner Marke, zehn verschiedene Markenmotive erschienen (Stand: 3. Januar 2017). Trotz dieser geringen Anzahl gibt es eine Reihe von Philatelisten, die sich auf Automatenmarken und alle möglichen Abweichungen bzw. Druckertypen spezialisiert haben. Man unterscheidet Druckfehler (Abarten), die bei der Herstellung der Briefmarkenrolle in der Bundesdruckerei entstanden sind, sowie Druckzufälligkeiten, die im Briefmarkenautomaten beim Werteindruck entstehen. Letzteres wird bei der Bewertung der Marken nicht berücksichtigt, da es fast „normal“ ist, wenn der Werteindruck nicht genau positioniert und entweder höher oder tiefer auf der Marke platziert ist. Werteindrucke auf der Rückseite (Gummidruck) der Briefmarke können nur dann vorkommen, wenn die ATM-Rolle vom Servicepersonal der Post falsch in den Automaten eingesetzt wurde. Daher ist das Servicepersonal angewiesen, einen Probedruck durchzuführen und die bedruckten Marken anschließend zu vernichten.
Die Marken haben, obwohl es sich im Prinzip um eine Dauermarke ohne Auflagenbegrenzung handelt, einen vergleichbaren Katalogwert wie die Marken, die im gleichen Ausgabenjahr erschienen sind. Marken mit einer Zählnummer auf der Rückseite (jede fünfte Marke) erhalten in den Katalogen einen Aufschlag von 50 Prozent. Gesammelt werden die Automatenmarken von Ländersammlern (Bund und Berlin), denen zur Dokumentation irgendeine Wertstufe der jeweiligen Marke reicht, oder auf Postautomation spezialisierte Automatenmarken-Sammler. Bei letzteren kann es durchaus vorkommen, dass auch der Quittungsabschnitt, den der Automat auf Wunsch ausdruckt, zusätzlich gesammelt wird. Mit der Quittung ist eine genaue Bestimmung des Kaufdatums und des Standortes möglich.

## Verfügungen und Mitteilungen der Deutschen Bundespost
Das Postwesen in Deutschland wurde bis Mitte der 1990er Jahre staatlich geregelt. Dementsprechend gab es auch für die Automatenmarke entsprechende Verfügungen und Mitteilungen im Amtsblatt der Deutschen Bundespost, die vom Bundespostministerium in Bonn herausgegeben wurden. Dazu zählen die Verfügungen 818 und 840 von 1980; 339, 340, 767, 788, 864 von 1982; 79 und 399 von 1983; 250, 436, 463, 874 von 1984; 284, 571, 813 von 1985; 376/1986; 47, 128, 875 von 1987; 1067 und 1068 von 1988; sowie in den Mitteilungen 2024/1982; 225/1987.